# 愛と平成の色男
『愛と平成の色男』（あいとへいせいのいろおとこ）は、1989年公開の日本映画。

## キャスト
- 長島道行 - 石田純一

本作の主人公。昼間は歯科開業医、夜はジャズ・クラブでアルトサックスを吹いている。稀代のプレイボーイ。自家用車は白のジャガー。
- 長島ルリ子 - 鈴木保奈美

道行の妹。道行の歯科医院に勤務。道行が交際相手達と別れるのを支援し、報酬として高級指輪を道行から貰い続ける。
- 野立百合 - 武田久美子

警察官。夜はクラブのホステス（藤木の同僚）
- 藤木由加 - 財前直見

昼は画廊勤務、夜はクラブのホステス
- 倉田真理 - 久保京子
- 坂木恵子 - 鈴木京香

三陸地方で行われたジャズ・セッションで道行と知り合い、上京する。
- 神山三夫 - 桂三木助

道行の学生時代の友人。歯科開業医。新規患者獲得に躍起。
- 百合の友人 - 石森かずえ

## スタッフ
- 監督・脚本：森田芳光
- 企画・製作者：鈴木光
- プロデューサー：青木勝彦
- 撮影：仙元誠三
- 美術：今村力
- 照明：渡辺三雄
- 録音：橋本文雄
- 編集：川島章正
- 音楽：野力奏一
- 音楽プロデューサー：梶原浩史
- サックス指導：勝田一樹、小林哲雄
- 助監督：明石知幸、篠原哲雄、蝶野博
- 製作主任：坂本忠久
- 音響効果：伊藤進一
- 現像：東映化学